# 検察首脳会議
検察首脳会議（けんさつしゅのうかいぎ）とは、社会的に関心の高い事件等の重要案件について、検事総長を初めとして法務省や検察庁の幹部たちが一堂に会して最終的な捜査方針を決定する会議の俗称のことである。戦前に重要な政策を決めた会議に倣って部内では「御前会議」とも呼ばれている。

## 概要
会議の構成員は、検事総長、次長検事、最高検察庁の刑事部長あるいは公安部長、最高検察庁の担当検事、事件を管轄する高等検察庁の検事長と次席検事、地方検察庁の検事正と次席検事、事件担当の主任検事らが出席する。事件によっては地方検察庁から特別捜査部部長や特別捜査部副部長、法務省から法務省大臣官房長や法務省刑事課長等が出席することもある。
通常、会議では捜査を担当する地検側が犯罪容疑を説明し、これに対して他の構成員が事実関係の証明や適用法律の解釈などの疑問点を指摘したうえで、捜査を開始するべきか否か、起訴するべきか否か、日程をどう調整するか、等を議論して意思統一を図る。議論がしやすいように下級の者から発言させる慣習がある。結論は検察官同一体の原則により、必ず構成員全員による全会一致でなければ結論とならない。結論の後、個別事件について検事総長に指揮権を持つ法務大臣に報告して許可を求めることになる。
ただし、重要案件といえども必ずしも会議が開かれるとは限らず、地検側が高検や最高検の幹部だけに報告して了承を得るなど、検察の意思統一の仕方が簡略化しているとする情報も存在する。

## 事例
検察首脳会議は田中角栄元首相が逮捕されたロッキード事件のように政界案件で注目されることが多いが、政界案件以外でも開かれることがある。
政界案件以外で検察首脳会議が開かれた例として、以下がある。
- ジラード事件（一審判決不控訴前[5]）
- 砂川事件（一審判決跳躍上告前[6]）
- 三無事件（破防法違反起訴前[7]）
- 三井三池三川炭鉱炭じん爆発（業務上過失致死傷罪等不起訴前[8]）
- 和田心臓移植事件（殺人罪不起訴前[9]）
- 血のメーデー事件（二審判決不上告前[10]）
- ロス疑惑（殺人罪起訴前[11]）
- 日本航空123便墜落事故（業務上過失致死罪不起訴前[12]）
- 地下鉄サリン事件（麻原彰晃ら12人殺人罪・殺人未遂罪起訴前[13]、林郁夫求刑前[14]）
- 薬害エイズ事件（松村明仁業務上過失致死罪起訴前[15]）
- 大蔵省接待汚職事件（公務員側収賄罪逮捕前[16]）
- 和歌山毒物カレー事件（殺人罪・殺人未遂罪逮捕前[17]、殺人罪・殺人未遂罪起訴前[18]）
- 神奈川県警覚醒剤使用警官隠蔽事件（犯人隠匿罪・証拠隠滅罪起訴前[19]）
- 尖閣諸島中国漁船衝突事件（船長釈放前[20]）